# Hannoversche Presse
Die Hannoversche Presse (hp) war eine von 1946 bis 1971 in Hannover erschienene Tageszeitung. Sie war Nachfolgerin des sozialdemokratischen Volkswillens, sollte jedoch „[...] nicht den Charakter eines ausgesprochenen Vereinsblattes aufweisen, sondern in erster Linie modernes Nachrichtenblatt mit sozialdemokratischer Tendenz sein.“ Das Blatt fusionierte später zur Neuen Hannoverschen Presse und war damit Vorläuferin der von der Verlagsgesellschaft Madsack herausgegebenen Neuen Presse.

## Geschichte

### Ab 1945
Nur wenige Wochen nach dem Zweiten Weltkrieg und der Zeit des Nationalsozialismus, in der im Zuge der Gleichschaltung am 7./8. April 1945 letztmals die einzig verbliebene Tageszeitung Hannovers erschienen war, die NS-Schrift Hannoversche Zeitung, wurde ab dem 29. Mai 1945 der Neue Hannoversche Kurier (NHK) mit dem Untertitel „Nachrichtenblatt der Alliierten Militärregierung“ herausgegeben. Chefredakteur wurde der als Widerständler aus dem Zuchthaus entlassene Sozialdemokrat Walter Spengemann, der schon Ende der 1920er Jahre als Redakteur beim Volkswillen gearbeitet hatte.
Ebenfalls 1945 stellte Kurt Schumacher, der bereits am 19. April des Jahres von seinem Büro Schumacher aus den Ortsverein der seinerzeit noch illegal wiedergegründeten Sozialdemokratischen Partei Deutschlands (SPD) als Vorstand leitete, Anfang September 1945 bei der britischen Militärbehörde den Antrag auf Zulassung der geplanten Zeitung unter dem Namen „Volkswille - die Zeitung aller Schaffenden“. Erfolg: Der Antrag wurde – abgelehnt.

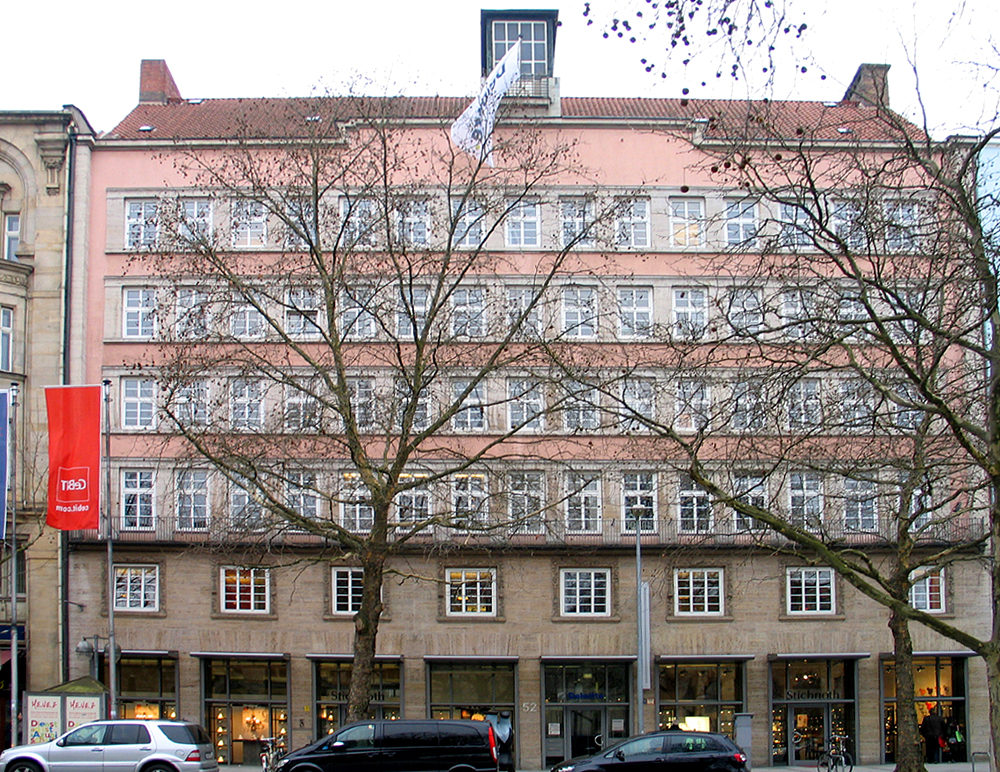
Das Kurierhaus in der Georgstraße 52 war ab 1956 Verlagshaus der hp;
Foto vom Frühjahr 2013 hinter noch unbelaubten Platanen

Erst 1946 und – nachdem die NHK, das „Nachrichtenblatt der Alliierten Militärregierung“, am 16. Juli des Jahres ihr Erscheinen eingestellt hatte – mit den Lizenz-Trägern Fritz Heine, Egon Franke und Walter Spengemann sowie unter dem neuen Zeitungstitel Hannoversche Presse wurde am 18. Juli 1946 die Lizenz zum Druck der hp erteilt. Noch am selben Tag wurde die Erstausgabe im Kurierhaus an der Georgstraße hergestellt und erschien am Folgetag als Erstausgabe.
Verleger der hp wurde der aus Magdeburg stammende Sozialdemokrat Gustav Schmidt-Küster, der die hp dann bis 1971 herausgab. Erste Chefredakteure waren ab 1946 der zuvor bereits als Chefredakteur beim eingestellten NHK tätig gewesene Spengemann, der dann die Chefredaktion bei der hp gemeinsam mit Wilhelm Korspeter übernahm.
Das Verbreitungsgebiet der zunächst in einer Auflage von 332.250 Exemplaren erschienenen Hannoverschen Presse umfasste anfangs 21 Landkreise, später 34. Im Januar 1947 erreichte die Zeitung mit einer Auflage von 379.000 Exemplaren ihren historischen Höchststand.
Am 30. April 1948 schied Walter Spengemann aus der Redaktion der Hannoverschen Presse aus, nachdem er zuvor eine eigene Lizenz für die überparteiliche Norddeutsche Zeitung erhalten hatte.
Nach der Währungsreform und der Gründung der Bundesrepublik Deutschland wurde die allgemeine Lizenzpflicht für Zeitungen im Herbst 1949 aufgehoben. In der Folge sah sich die Redaktion der hp einer wachsenden Konkurrenz durch neue Mitbewerber ausgesetzt. Ab dem 1. September desselben Jahres wurde die hp nun zwar täglich herausgegeben, verlor jedoch mehr und mehr Kunden an andere Blätter. Bereits 1955 erreichte die Druckauflage der hp nur noch 132.000 Stück.

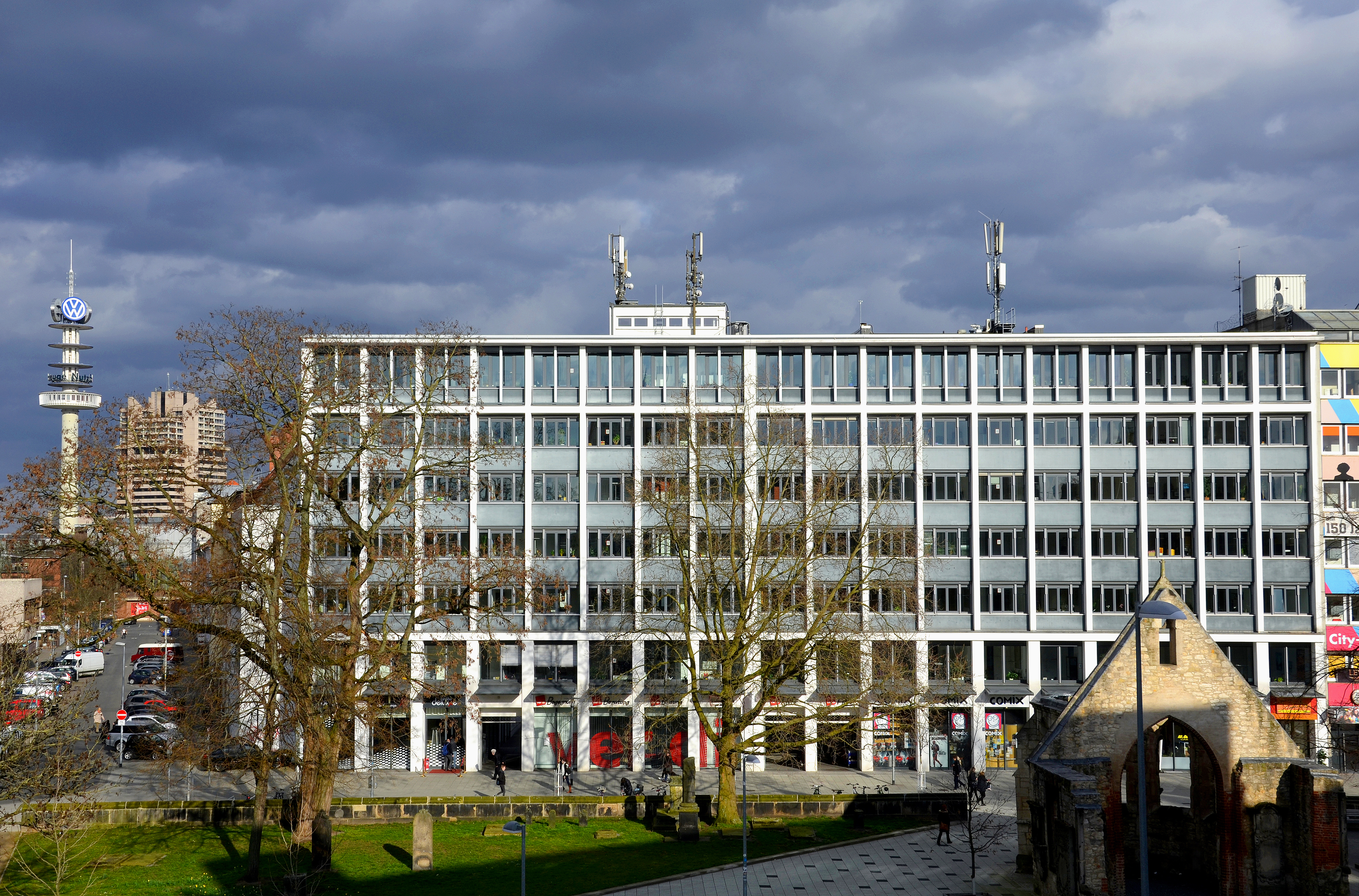
Das ehemalige Verlagshaus der NHP (heute: ver.di-Höfe) an der Goseriede und dem Alten St.-Nikolai-Friedhof; im Hintergrund der VW-Tower und das Hochhaus Lister Tor

1957 erfolgte der Umzug der Hannoverschen Presse vom Kurierhaus in der Georgstraße in das Verlagshaus an der Goseriede.

### 1971: Fusion mit der Hannoverschen Rundschau
1971 fusionierte die Hannoversche Presse mit der Hannoverschen Rundschau; in der Folge erschien das gemeinsame Blatt nun ab dem 22. April 1971 als Neue Hannoversche Presse (NHP). Aufgrund der hohen Verluste – und damit des Bedarfs an Zuschuss durch die SPD – trennte sich die SPD aber schon im Folgejahr 1972 von der NHP und ermöglichte so den Übergang der Zeitung zur Verlagsgesellschaft Madsack.